# 奥夫特施旺
奥夫特施旺是德国巴伐利亚州的一个市镇。总面积19.54平方公里，总人口2094人，其中男性1045人，女性1049人（2011年12月31日），人口密度107人/平方公里。